# Le Cannet-des-Maures
 Le Cannet-des-Maures é uma comuna francesa na região administrativa da Provença-Alpes-Costa Azul, no departamento de Var. Estende-se por uma área de 73.64 km², com habitantes, segundo os censos de 2007, com uma densidade de 53 hab/km².